# 장태완
장태완(張泰琓(張泰玩), 1931년 9월 13일~2010년 7월 26일)은 대한민국의 군인 출신의 기업인이자, 정치인이다. 대구상고를 졸업한 후 1950년, 육군 소위로 임관하였고, 한국 전쟁과 베트남 전쟁에도 참전한 그는, 1979년 12·12 군사 반란 당시 육군 수도경비사령관(소장 계급)이었다.
1980년 1월 20일, 당시 육군 소장 정병주 장군 등과 함께 예비역 육군 소장으로 강제 예편되었다. 이후 한국증권전산 주식회사 회장, 국군 예비역 재향군인회 회장, 제16대 국회의원 등을 지냈다. 2010년 숙환(지병)으로 인하여 숨졌으며, 유해는 국군 예비역 성우회 회장 등을 지낸 예비역 육군 대장 정승화 장군 등이 묻힌 국립대전현충원에 안장되었다.

## 생애

### 젊은 시절
경상북도 칠곡 출신으로 대구상고와 육군종합학교, 육군보병학교, 육군공병학교, 조선대학교 법학과(1958년 학사 학위 취득)를 나온 후 육군본부 작전교육국 군사연구실 실장, 국방부 장관(임충식 예비역 육군 대장)의 비서실 공보비서관, 육군 제5군단 참모장, 육군본부 교육참모부 차장, 육군 제26사단장 등을 거쳐 수도권 육군 수도경비사령관에 올랐으나 1979년 12.12 군사 반란 시 신군부측에 반기를 들다 강제 예편됐다. 

### 12·12 군사 반란
1979년 12월 12일 오후 6시30분 반란군은 전두환 육군 보안사령관 연회 만찬 약속을 전하고, 연회 만찬에서 육군 수경사 사령관을 차라리 만취시켜 쿠데타 예정 시각 8시 30분까지 무력하게 하는 임무를 전담한 조홍 수경사 헌병대장이 상황과 걸맞지 않게 수경사 복귀 차량에 미리 탑승하여 장태완과 동승하였다.
사령부에서 19시 55분 정승화 계엄사령관 구출 1차 특공대, 20시 7분 2차 특공대를 10분 거리에 총장 공관으로 파견하였다. 그런데 2차 특공대의 총지휘관 신윤희 헌병부단장은 수경사 내부를 총괄하는 명령을 하나회 멤버로 별도로 받은 상황이었고, 출동한지 30여분이 지나도록 아무런 보고도 없어 무전으로 호출을 하니 막 도착하여 작전 계획을 수립중이라는 보고를 하였다. 또 공사중이어서 비어 있던 청와대 내의 수경사 임무 수행상 성역이라고 할 수 있는 제30경비단 본부에 수많은 역모자들이 모여 정권 탈취 쿠데타를 음모하고 있다고 수경사 상황실로 보고가 들어하였다.
예비역 육군 소장 장태완 전직 육군 수경사 사령관은 2010년 1월 월간조선에서 취임 24일 만에 겪은 군사 반란과 관련한 아쉬움을 남겼다.
수경사령관은 ‘셰퍼드’처럼 타격하는 부대라 작전과만 크지, 정보과는 5명의 장교에 불과했습니다. 30경비단에 수도권 일원의 핵심 지휘관들이 모여 있다는 소리를 듣는 순간, 모든 것이 끝났다는 생각을 했어요.

이와 관련한 반란군 측 발표는 12월 12일 이전에 있었다. 1979년 11월 6일 보안사령관 겸 합동수사본부장 전두환의 발언이다.
발표문을 보면 정승화 총장의 일거일동을 알 수 있다 ... 만약 정승화 총장이 차라리 김재규의 말을 듣고 중앙정보부로 갔으면 큰 혼란이 초래되었을 것이다.

그런데 신군부는 12.12 반란으로 정승화 총장이 무혐의라는 이 발표를 완전히 뒤집었던 것이다.
밤 10시20분 합동참모본부 일행이 수도경비사령부에 도착한 이후에야 비로소 사령부 내에 보안사 요원들이 입창 조치되며 보안사 연결이 차단되었다.

### 수도경비사령부의 반격
1979년 12월 13일 새벽 3시에 행방 불명 중이던 노재현 국방장관으로부터 회유하는 내용에 전화가 와서 철수시키라는 말을 끝으로 전화 통화가 갑자기 끊기는데, 장태완 사령관은 이 전화 통화 직후에야 진압 작전 일체를 중단하였다. 결국 이보다 앞선 시각인 13일 새벽 2시에 1공수여단 병력은 국방부와 육군본부를 완전히 점령했었다.
그런데 육군 수방사 병력으로 반란군에게 사격을 가한 것은 국방부 옥상에 수경사 방공포의 발포 한 건뿐이었는데, 그 발포 소식을 듣기 직전에 장태완 사령관은 이제 육군 수방사는 내 부대가, 그리고 내 부하들이 아니다는 탄식을 하게 된다. 장태완 사령관은 수도경비사령부에 행정병을 포함한 전병력을 전투 병력으로 편성 지시를 내리고 13일 1시 31분경 공격 개시선으로 가서 직접 그 병력의 점검을 하고 있었다. 그런 가운데 이 병력은 출동이 불가능하므로 사령관은 모든 것을 중단해야 한다는 권고를 사령관 검열에 앞서 확인하던 육군 수경사 비서실장으로부터 듣는 치욕을 당한 것이다. 그런데 이 병력 점검이 사령관의 판단에 반대하는 일부 수방사 장교들 때문에 공격 개시선에서 상당히 지연된다.
1979년 12월 13일 새벽 3시 무렵 노재현 국방장관으로부터 최규하 대통령에게 전화가 걸려와서 신현확 국무총리는 전화로 대화를 나누는데 국방장관 노재현 본인은 국방부에 이제 도착하였고, 그 와중에 총격전이 벌어지면서 양측에서 대치하는 상태임을 이유로 신현확 국무총리 공관 쪽으로 가기를 차라리 거부한다. 결국 이런 과정들을 거쳐서 정승화 육군참모총장, 이건영 육군 제3군사령관, 정병주 육군 특전사령관, 장태완 육군 수도경비사령관, 김진기 육군본부 헌병감 등에 관련된 연행을 본격적으로 지시하는 결재 서류의 늦은 사후 결재 및 재가 그 자체인 최규하 대통령의 지시 시각은 새벽 5시가 된다.

### 12·12 군사 반란 이후
이후 6개월간 사실상의 가택연금 생활을 한다. 1982년 1월 서울대학교 자연대학에 재학 중이던 아들 장성호가 시신으로 발견되었다. 그 후 1982년 한국증권전산 회장을 지냈으며 1994년에 자유경선에서 재향군인회장에 당선되어 6년간 재향군인회를 이끌었다. 
1997년 밴쿠버에서 대한민국 재향군인회 캐나다 서부지회가 창설되던 날에 참석한 장태완 한국재향군인회 회장은 "우리는 진심으로 장장군을 사랑하고 존경합니다. 장장군은 한국의 자랑스러운 군인입니다"라는 치하를 받으며, 회원들이 기립한 가운데 한참 동안 뜨거운 박수를 받았다.
2000년 3월 새천년민주당에 입당해 정계에 입문했으며, 같은 해 16대 전국구 비례대표 국회의원(새천년민주당 상임고문 겸 당무위원)을 지냈다. 이후 여당 지도부의 일원으로 일했으며, 2002년에는 노무현 대통령 후보 보훈특보를 지냈다. 2010년 7월 26일에 폐암으로 향년 78세를 일기로 숨졌다.

## 학력
- 1950년 대구상고 졸업
- 1950년 육군종합학교 1기
- 1951년 육군보병학교 졸업
- 1952년 육군공병학교 졸업
- 1958년 조선대학교 법학과 학사

### 비학위 수료
- 1974년 서울대학교 행정대학원 행정정책과정 수료
- 1977년 서울대학교 경영대학원 최고경영자과정 수료

### 명예 박사 학위
- 2001년 조선대학교 명예 정치학 박사

## 가족
- 아버지 장석현(1904~1980[11],백환)
- 어머니 성주 이씨(?~1970)
- 장인 이호우(1907~?)
  - 아내 이병호(1934~2012)
    - 장녀 장현리(1959~)
    - 장남 장성호(1960~1982)
- 외할아버지 이원은

## 저서
- 《12ㆍ12 쿠데타와 나》

## 장태완을 연기한 배우들

### TV 시리즈
장태완이 전두환을 포함한 하나회 소속 장교들에게 "야이 반란군놈의 새끼야! 니들 거기 꼼짝말고 있어! 내가 지금 당장 전차를 몰고 가서 네놈들의 머리통을 다 날려 버리겠어!"하며 격노하는 모습이 MBC 드라마《제5공화국》에서 재연되었다. 당시 장태완을 연기한 사람은 배우 겸 성우 김기현이었다.
- 이영후 - 1995년 제4공화국 MBC 드라마
- 정운용 - 1993년 12.12 다큐멘터리극장 KBS1TV 실록
- 김동현 - 1995년  코리아 게이트 SBS 드라마
- 김기현 - 2005년 제5공화국 MBC 드라마

### 영화
- 정우성 - 2023년 영화 《서울의 봄》[12]

## 역대 선거 결과
| 실시년도 | 선거  | 대수 | 직책     | 선거구   | 정당         | 득표수      | 득표율         | 순위         | 당락 | 비고 |
| -------- | ----- | ---- | -------- | -------- | ------------ | ----------- | -------------- | ------------ | ---- | ---- |
| 2000년   | 총선  | 16대 | 국회의원 | 비례대표 | 새천년민주당 | 6,780,625표 | \| \| 35.9% \| | 비례대표 3번 |      | 초선 |
|          | 35.9% |      |          |          |              |             |                |              |      |      |

## 같이 보기
- 전두환
- 노태우
- 정승화